# Палеомагнитный экскурс Лашамп
Событие Лашамп — кратковременное изменение магнитного поля Земли (геомагнитный экскурс), происшедшее 41 400 (± 2000) лет до наших дней в конце последнего ледникового периода. Впервые геомагнитное изменение было зафиксировано в конце 1960-х годов в потоках лавы Лашамп (фр. puy de Laschamp) поблизости от Клермон-Феррана во Франции. В русскоязычной литературе встречается название Каргаполово — по названию разреза в Сибири, расположенного у одноимённого села.
С тех пор геомагнитный экскурс был выявлен в геологических архивах из разных уголков мира. Период обращения магнитного поля тогда составил примерно 440 лет, а переход от нормального поля длился примерно 250 лет. Обратное поле было на 75 % слабее, а во время перехода поле, предположительно, упало до 6 % от текущей величины. Это снижение напряженности геомагнитного поля привело к повышению уровня космических лучей, достигавших поверхности Земли, что привело к увеличению образования космогенных изотопов бериллия-10 и углерода-14.
Австралийский исследовательский совет финансирует исследования по анализу дерева каури, обнаруженного в болоте Нгавха-Спрингс на севере Новой Зеландии в 2019 году, которое, согласно данным углеродного датирования, было живо в этот период (41 000—42 500 лет до наших дней). Изучив 4 спила, учёные получили 1700-летнюю запись, свидетельствующую о серьезных изменениях содержания углерода-14 в течение периода времени, предшествующего экскурсу Лашампа и периода времени, включающего его. Минимумы геомагнитного поля ~42 тыс. л. н., в сочетании с большими солнечными минимумами, привели к тому, что на Землю стало поступать намного больше космического излучения, чем раньше, что вызвало разрушение озонового слоя атмосферы. В свою очередь, это привело к тому, что растительный и животный мир планеты во многих районах подвергся жёсткому ультрафиолетовому излучению, которое могло вызвать серьёзные изменения окружающей среды: опустынивание Австралии и вымирание некоторых представителей её мегафауны — гигантских австралийских вомбатов дипротодонов и гигантских кенгуру Procoptodon gilli, преобразования в археологических записях. Во время фактического реверса напряжённость поля была на 28% выше, чем сегодня. В период предшествующий реверсу, примерно с 42 300 л. н. до 41 600 л. н., напряжённость поля уменьшилась примерно до 6% от его текущей силы. Этот период назвали «переходным геомагнитным событием Адамса» в честь писателя Дугласа Адамса. Инверсия магнитных полюсов, по версии исследователей, могла привести к вымиранию неандертальцев, а также некоторых видов животных и растений.
Событие Лашамп стало первым известным геомагнитным экскурсом и остается наиболее изученным среди известных геомагнитных экскурсов.
Данные исследований намагничивания донных отложений Чёрного моря дают полную картину изменчивости геомагнитного поля при высоком временном разрешении. Наблюдаемое в последнее время снижение уровня магнитного поля Земли (на 9% за последние 170 лет), по мнению авторов гипотезы, может являться предвестником нового реверса магнитных полюсов Земли. Реверс полюсов может привести к резкому ускорению происходящего в настоящее время климатического кризиса, вызванного человеческой деятельностью, а также к выходу из строя электросетей, спутников и другой электронной техники.